# 普布顿珠
普布顿珠（藏語：ཕུར་བུ་དོན་གྲུབ་，威利转写：Phur bu don grub，藏语拼音：pur pu ton chup；1972年11月—），男，藏族，西藏江孜人，中华人民共和国政治人物，中国共产党党员，第十三届全国人民代表大会西藏地区代表。現任二十届中央候补委员，中共四川省委常委、统战部部长，省政协党组副书记，四川省总工会主席。
2016年5月，任山南市人民政府市長。2018年2月24日，当选为第十三届全国人大代表。2020年6月，獲選為西藏自治区人民政府副主席。2020年12月21日，兼任昌都市委书记。2021年11月，任中共西藏自治区党委常委。12月，不再担任自治区政府副主席。
2022年4月11日，任拉萨市委书记。
2023年10月，第一次离开西藏工作，任四川省委常委，副省长。
2025年1月，转任中共四川省委常委、统战部部长、省政协党组副书记。2月18日起，兼任四川省总工会主席。